# Зигмундсбург
Зигмундсбург (нем. Siegmundsburg) — община в Германии, в земле Тюрингия. 
Входит в состав района Зоннеберг.  Население составляет 229 человек (на 31 декабря 2010 года). Занимает площадь 15,28 км².